# Stanhopea tricornis
Espèce
Stanhopea tricornis est une espèce de plantes à fleurs de la famille des orchidées endémique de l'ouest de l'Amérique du Sud (Colombie).

## Description
Épiphyte de taille petite à moyenne avec des pseudobulbes vert foncé portant une seule feuille apicale, plissée, largement ovale, aiguë, se rétrécissant progressivement en dessous pour former une feuille de base allongée et pétiolée qui fleurit de l'hiver à l'été sur une courte tige de 15 cm de long, racémeuse, 2 inflorescences apparaissant sur un pseudobulbe mature et enveloppée de grandes bractées chartacées et portant des fleurs parfumées au jasmin.

## Répartition
Elle est originaire et spécifique de la Colombie mais on la trouve dans des versants occidentaux des Andes au Pérou, en Équateur dans des forêts très chaudes et très humides ce qui donne probablement un indice sur sa floraison réussie.